# Colibrí ermità becllarg
El colibrí ermità becllarg (Phaethornis longirostris) és una espècie d'ocell de la família dels troquílids (Trochilidae) que habita els boscos des del sud de Mèxic, a Veracruz i Chiapas, cap al sud fins a Nicaragua, Costa Rica i Panamà, nord de Colòmbia, nord-oest de Veneçuela, oest de l'Equador i del Perú.

## Descripció
- Colibrí mitjà, amb uns 15 cm de llargària.[1]
- Mascle verd bronzat per sobre. Gola pàl·lida i pit gris.
- Una línea blanca sota de l'ull i altra a sobre.
- Bec llarg i corbat, amb mandíbula superior negra i inferior groga.
- Cua amb plomes verdes amb bordells canyella. Les dues plomes centrals són blanques i molt llargues.
- Femella semblant.

## Taxonomia
Aquest gènere està format, segons la Classificació del Congrés Ornitològic Internacional (versió 4.1, 2014), per quatre subespècies:
- P. l. baroni Hartert, 1897. Oest de l'Equador i nord-oest de Perú.
- P. l. cephalus (Bourcier i Mulsant, 1848). Des de l'est d'Hondures fins al nord-oest de Colòmbia.
- P. l. longirostris (Delattre, 1843). Des del sud-est de Veracruz i Chiapas fins al nord d'Hondures.
- P. l. susurrus Bangs, 1901. Nord de Colòmbia

El tàxon baroni ha estat considerat una espècie de ple dret per alguns autors, però avui, tant l'IOC com el South American Classification Committee, consideren que és una subespècie de Phaethornis longirostris.

Fins fa poc també s'incloïen dins aquesta espècie les dues subespècies amb les quals s'ha format recentment Phaethornis mexicanus Hartert, 1897, arran els treballs de Howell 2013, i Arbeláez-Cortés i Navarro-Sigüenza 2013.